# Eric Walters
Eric Robert Walters (ur. 3 marca 1957 w Toronto) – kanadyjski pisarz, twórca literatury dla dzieci i młodzieży, działacz charytatywny. 
Ukończył studia na York University i University of Toronto. Otrzymał m.in. nagrodę literacką National Outdoor Book Award (za powieść The Pole).
Jest żonaty i ma troje dzieci. Mieszka w Mississaudze.

## Dzieła

### Powieści
- Stand Your Ground (1994)
- Stars (1996)
- Trapped in Ice (1997)

Seria War of the Eagles
1. War of the Eagles (1998)
2. Caged Eagles (2000)

- Diamonds in the Rough (1998)
- The Hydrofoil Mystery (1998)
- Stranded (1998)

Seria Tiger
1. Tiger by the Tail (1999)
2. Tiger in Trouble (2001)
3. Tiger Town (2002)
4. Tiger Trap (2007)

- The Money Pit Mystery (1999)
- Visions (1999)

Seria Eric Walters' Basketball Books
1. Three on Three (2000)
2. Full Court Press (2003)
3. Hoop Crazy! (2001)
4. Long Shot (2002)
5. Road Trip (2002)
6. Off Season (2003)
7. Underdog (2004)
8. Triple Threat (2005) (wraz z Jeromem Williamsem)

- The Bully Boys (2000)
- Northern Exposures (2001)
- Rebound (2001)

Seria Camp X
1. Camp X (2002)
2. Camp 30 (2004)
3. Fool's Gold (2006)
4. Shell Shocked (2009)
5. Trouble In Paradise (2010)

- Royal Ransom (2003)
- Overdrive (2004)
- I've Got an Idea (2004)
- Death by Exposure (2004) (wraz z Kevinem Spreekmeesterem)
- Grind (2004)
- Juice (2005)
- The True Story of Santa Claus (2005)

Seria We All Fall Down
1. We All Fall Down (2006)
2. United We Stand (2009)

- Laggan Lard Butts (2006)
- Stuffed (2006)
- Boot Camp (2007) (wraz Jeromem Williamsem and Johnniem Williamsem, III)
- Bifocal (2007) (wraz z Deborah Ellis)
- House Party (2007)

Seria Alexandria of Africa
1. Alexandria of Africa (2008)
2. Beverly Hills Maasai (2010)

- Sketches (2008)
- Voyageur (2008)
- Splat! (2008)
- The Falls (2008)
- In a Flash (2008)
- Black And White (2009)
- The Pole (2009)
- Special Edward (2009)
- Safe As Houses (2009)
- Wave (2009)
- Wounded (2010)
- Branded (2010)
- Home Team (2010)

Seria Catboy
- Catboy (2011)
- Hunter (2012)
- Just Deserts (2011) (wraz z Rayem Zahabem)
- Shaken (2011)
- Ricky (2011)
- End of Days (2011)
- Fly Boy (2011)

Seria Seven
1. Between Heaven and Earth (2012)

- The Taming (2012) (wraz z Teresą Toten)
- Prince for a Princess (2012)
- Tagged (2013)

### Ilustrowane książki dla dzieci
- The Matatu (2012)

### Literatura faktu
- Run (2003)
- Elixir (2005)
- Shattered (2006)
- When Elephants Fight (2008) (wraz z Adrianem Bradburym)